# Electrico Romantico
Electrico Romantico è un singolo del DJ francese Bob Sinclar, pubblicato il 18 gennaio 2019. 
Il singolo ha visto la partecipazione alla parte vocale del cantautore britannico Robbie Williams.

## Successo commerciale
In Italia è stato il 14º singolo più trasmesso dalle radio nel 2019.